# ユニード
1. 初代ロゴ
2. ユニード時代の店舗外観画像

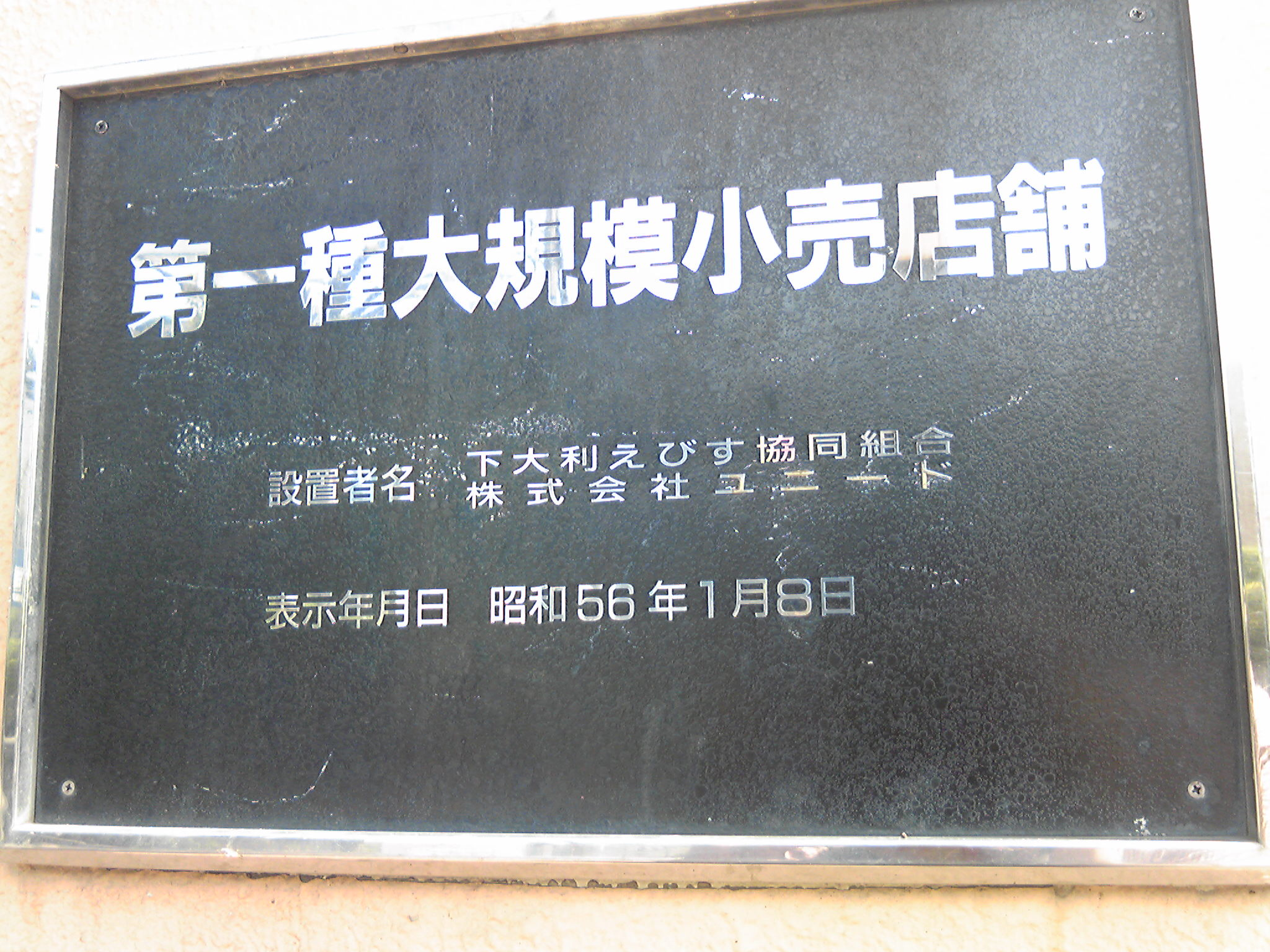
株式会社ユニード時代の大規模小売店舗表示板
（イオン下大利店にて撮影）

ユニード (Uneed) は、かつて九州を中心に、西日本各地にチェーン展開していたスーパーマーケットの店舗ブランド。
運営会社の株式会社ユニードは、1981年にダイエーグループの傘下に入り、1991年に株式会社ユニードダイエー（英文社名：Uneed Daiei Co., Ltd.）へ商号変更したのち、1994年に株式会社ダイエーへ吸収合併されて消滅した。
1895年（明治28年）に、現在の福岡県福岡市博多区で呉服店「渕上商店（ふちがみしょうてん）」として創業、1953年に百貨店「渕上百貨店（ふちがみひゃっかてん）」へ業態転換、百貨店の運営会社として株式会社渕上を設立。1958年（昭和33年）にスーパー・マーケット事業へ参入し株式会社丸栄として会社設立、この丸栄がのちユニードへ商号変更した。株式会社ユニード、および株式会社ユニードダイエーの本社所在地（本店である渕上店を併設）は、かつて渕上百貨店があった場所である。
本項では前身企業および、ユニードダイエー消滅後の創業者一族・渕上家の商業活動についても記述する。

## 概要

### 社名の由来
社名および店舗ブランド「ユニード」の由来は「Unity（統一）」と「Need（必要）」を合わせた造語である。同業他社のユニーとは、かつて仕入れ会社アイク（後にイオンに買収され消滅）を共同出資していたことを除いて無関係である。
なお社名が類似する企業は多数あり、スーツケース・キャリーケースなど旅行用品専門店のユニード株式会社（東京都江東区、1990年設立）、給食委託事業や寮の管理業務を行う株式会社ユニード（富山県富山市、2003年設立）などが現存するが無関係である。
上記のような歴史的経緯から、九州地区では、ダイエーの店舗（現：イオン）が「渕上」「ユニード」「渕上ユニード」、またはユニードの店舗ブランド「アピロス」などと呼ばれることがある。

### ロゴマーク
- スーパー丸栄時代 - ロゴマークには「丸栄」や「Super Maruei」の表記が使われていた。また当時は、スーパーマーケットの用語が一般化する前で「Self Service Discount Department Store」の略称である「S.S.D.D.S.」と呼称していた（スーパーマーケット#SSDDS・セルフデパートを参照 ）。
- ユニード時代 
  - 初代 - 赤（ややワイン色に近い）をバックに白抜きの文字で「ショッピングバザール ユニード」と書かれていた。太陽をモチーフにしたロゴには、中心に小文字で「un」、外周のコロナに相当する部分はunをイメージしたものが描かれている。
  - 2代 - 葉のようなものが右に1枚、左に2枚あるもの。鳥が羽ばたいているようにも見える。この頃のキャッチコピーは「くらしの夢を育てる」。
- 3代 - 九州ダイエーとの合併後、1981年以降はダイエーと同じロゴマーク・書体に統一され、店の看板等も順次変更された。

## 歴史

### 渕上ユニードの発展
1895年（明治28年）に渕上久三郎が当時の普段着である和服販売を主とする呉服店・雑貨店として「渕上商店」を創業。第二次世界大戦後に「渕上呉服店」として再興し、1953年に百貨店へ転換して「渕上百貨店」として、その運営会社として株式会社渕上を設立した。
1950年代は戦後の物資不足から「作れば売れる・店に並べれば売れる」時代であり、福岡市の中心街で百貨店事業を始めた渕上は成功を収めることとなる。その成功から、1958年にはスーパーマーケット事業へ参入し、同年にスーパーマーケット運営会社として株式会社丸栄を設立、福岡市西新町に本社を置き、第1号店となる本社併設の西新店を開店した（後のダイエー→イオン西新店）。これを機に創業者の渕上一族はスーパー丸栄の店舗を少しずつ拡大していった。
1950年代には日本全国各地でアメリカのスーパーマーケットに範を取ったセルフサービス業態のスーパーマーケットが成長し始めており、のちにイオンとなる岡田屋やフタギ洋品店、あるいはイトーヨーカ堂などが呉服店や衣料品店からスーパーマーケットに転換していった。
渕上一族はこの時点では「渕上・丸栄グループ」、すなわち、百貨店「渕上百貨店」を経営する株式会社渕上と、スーパーマーケットチェーン「丸栄」を経営する株式会社丸栄との2本立てで経営を行っていた。しかし1963年に渕上百貨店が大火災に見舞われ焼失、さらに翌1964年には博多駅ビルに「大光百貨店」を開店したもののほどなく撤退することになった。そのため、1965年に渕上百貨店跡地に百貨店の再建ではなくスーパーマーケット「丸栄」を開店する道を選んだ。ここで明治期以来の百貨店としての歴史を閉じ、スーパーマーケットチェーン「丸栄」へ経営を一本化した。これがのちの「ユニード」の母体となった。
1960年代にはアメリカのスーパーマーケットチェーンを視察し、のちにはオーストラリアに作った自社牧場で育てた牛肉を販売するなど先駆的な試みを行い、高度経済成長期には売上1,200億円を超えるスーパーマーケットチェーンへと成長した。
1970年には株式会社ユニードへ商号変更。1970年代には九州各地に加えて中国・近畿にも進出して広域展開した。1978年（昭和53年）には福岡証券取引所に、翌1979年には大阪証券取引所二部にも上場した。また1978年には、祖業であるユニードの呉服売場を分離独立させ「株式会社ゆう苑」として設立したが、これがユニードダイエー消滅後の渕上一族による企業「渕上ファインズ」およびグループ会社の母体となる（詳細は後述）。
なお1973年には、同社初のショッピングセンター業態となる「アピロス」を出店している。
そうしてユニードは、積極的な経営戦略と店舗拡大で「九州の雄」とまで言われるようになるが、結果的にはこの非効率な出店戦略が後に仇となる。そして株式上場したものの株価は低迷した。また経営状態も悪化し、この頃には地元の九州では、同じく九州に地盤を置くスーパー・マーケットの壽屋の後塵を拝する状態となっていた。そのため毎年2月末の決算で黒字となるよう、取引先への過剰な値引き交渉を行ったり、対価支払を次の決算期に先送りするなどして経営危機の表面化を回避している状態であった。地場の百貨店から広域展開のスーパーマーケットチェーンへと家業を一代で発展させた渕上栄一であったが、金融機関の後押しもあり、ついに1980年（昭和55年）末には競合関係にあったダイエーの中内㓛と密会し、提携に向けた交渉を始める。

### ユニードと九州ダイエーの合併
ダイエーはユニードの統合以前に、1963年（昭和38年）に株式会社フクオカダイエーを設立し、福岡市天神を皮切りに九州進出した。1969年（昭和44年）に株式会社ダイエーがフクオカダイエーを吸収合併して以降は、九州地区のダイエーも株式会社ダイエーが直営していたが、1980年（昭和55年）11月に株式会社九州ダイエーを再度設立し、翌1981年（昭和56年）5月に九州地区のダイエーは九州ダイエーに譲渡された。株式会社九州ダイエーの設立は、ユニードをダイエーグループ入りさせた上で、九州地区のダイエーの店舗をユニードの元で営業させるための準備であったとされる。
一方でユニードは、1981年（昭和56年）2月末時点で10億円もの赤字が出る試算であり、上場以来初の赤字決算となる見込みとなった。そこでユニードはダイエーへの統合を少しでも有利に運ぼうとの思惑から、外商で赤字を解消するという「奇策」を実行した。従来はテレビやエアコンなど、単価が高く「一家に一台」の商品を外商販売の主力としてきたが、しかしそれで10億円の利益を得るのは困難と考え、長崎屋がフランスベッドの羽毛布団を1年間で10億円売り上げたことをヒントに、単価が低く「一人に一枚」の羽毛布団を外商販売の主力に据えてフランスベッドと協力し、1981年（昭和56年）の1月と2月の2か月間で羽毛布団を20億円売り上げることを決めた（この20億円は、納入価格を定価の50%として20億円売り上げることで、その50%である10億円がユニードの利益となるものである）。そして各店舗間で販売手法を伝授し合い、売上額を競争させた結果、実際に2か月間で21億円以上を売り上げることに成功した。
しかし1981年5月23日、公正取引委員会は、九州ダイエーとユニードの合併について「独占禁止法違反」との見解を示した。これは合併後の販売額シェアが福岡県内と長崎県内において25%を超えることが分かったためとして、25%を超えないよう一部店舗を他社へ譲渡するか、ダイエーが（合併後の）ユニード株保有率を引き下げることを求めるものであった。これに対しダイエーの中内㓛社長は、シェア25%で区分する理由が不明確であり、将来的に流通業界再編を阻害する要因になりかねないとして抵抗しつつも、合併を計画どおり進めるために合併自体は計画どおり行うが、合併後にダイエーがユニード株を一部売却することを表明した上で、1981年（昭和56年）6月10日に合併契約書に正式調印した。
そして1981年（昭和56年）9月1日付でユニードと九州ダイエーは対等合併した（合併比率は1：1、存続会社はユニード、資本金は21億4000万円）。
また、ユニードは九州ダイエーとの合併前に、ジャスコ（現：イオン）・ユニー・イズミヤ・忠実屋と、仕入れや開発を共同で行う会社「アイク」を設立しグループを形成していたが、合併を機にアイクグループを離脱することになった。

### ダイエーへの吸収合併と消滅
九州ダイエーとの合併後、1987年（昭和62年）には、ユニード創業者の渕上栄一が代表取締役社長を退任し、代わってダイエー出身の平山敞が社長に就任した。ユニード社長を4年間務めた平山は、ダイエーの手法を導入しつつユニードの経営を立て直した人物として語られることもある。なお平山は1991年（平成3年）、中内功が自身の後継を模索する中でダイエーの代表職を身内で固めた人事の末にダイエーを追放され独立するが、その後、中内が退任した2001年（平成13年）に代表取締役副社長としてダイエーに戻り、ダイエーの経営再建を手がけているほか、数々の企業の経営再建実績がある。また1988年（昭和63年）10月のプロ野球南海ホークス買収も、当初はユニードが有力買収先と報じられ「福岡ユニードダイエーホークス」となる予定とみられていたが、ユニードの経営難からダイエーが買収し、福岡ダイエーホークスとなった。
九州ダイエーとの合併当初は、ユニード店と旧ダイエー店とでそれぞれ従来どおりの営業であったが、少しずつダイエー式の手法に一本化されていく。合併以後に開店した店舗もしばらくは「ユニード」や「アピロス」の店舗ブランドでオープンしたが、これらも既存店舗ともども、ダイエー式の「ダイエー」「ショッパーズ」さらには「グルメシティ」「トポス」などに改称されていった。そして株式会社ユニード自体も、九州ダイエーとの合併から10年後の1991年（平成3年）9月1日付で株式会社ユニードダイエーへ商号変更した。
そしてその3年後となる1994年（平成6年）には、ダイナハや忠実屋とともにダイエーに吸収合併され、株式会社ユニードダイエーは消滅した。
渕上一族にとっては、自ら創業したユニードを事実上ダイエーに奪われる結果となったが、それでも社長の渕上栄一をはじめ創業者一族は決して代表権を返上せず、あくまで「渕上ユニード」を維持し続けた。しかしそれにも限界があった。

### 渕上家のユニードからの離脱
前述のとおり、ユニードがダイエーと提携を始める以前の1978年には、ユニード店内にあった呉服売場を株式会社ゆう苑として分離独立させていた。ユニードがダイエー傘下になってからは、渕上のルーツであり創業のアイデンティティである呉服事業を本格的に再開させ、株式会社ゆう苑が渕上一族の事業の中心になっていく。
株式会社ゆう苑はさらに、1985年には福岡冠婚葬祭互助会を買収し、株式会社ゆう苑ファミリーとして葬祭業へ進出した。1990年代以降は株式会社ゆう苑ファミリーが福岡県内各地に斎場を建設していった。
しかしバブル崩壊により景気悪化が続く中で呉服商の事業は厳しさを増し、そうした中で渕上一族は呉服商としての歴史を活かせる婚礼衣装レンタル業に着目した。1995年に当時の福岡県で客室最多のホテルとして開業したシーホークホテル&リゾート（現：ヒルトン福岡シーホーク）の結婚式場の衣装室に当時の社長であった渕上徹彦が関わることとなり、ホテル開業前年の1994年から婚礼衣装事業を本格的に開始する。そして呉服業からウエディングドレスといった洋装への転身を図り、同年には福岡市の天神西通りへのブライダル店舗を出店、店舗ブランドを「ゆう苑」から「JUNO」へ改称した。また、1996年には株式会社ゆう苑の葬祭事業部門を分離独立させ、葬儀事業に特化した100%子会社として株式会社彩苑を設立している。
2004年には株式会社ゆう苑から株式会社渕上ファインズへ商号変更。翌2005年には株式会社ゆう苑ファミリーを株式会社渕上コミュニティへ商号変更した。
渕上ファインズは2010年代には全国進出を開始し、2012年には東京都へ進出、2015年には銀座に同社初となる首都圏での大型店舗を開店した。その後も2021年には神奈川県に「JUNO横浜」、大阪府に「JUNO大阪」を開店、2022年には広島県に「JUNO広島」を開店している。
渕上ファインズグループ
- 株式会社渕上ファインズ（婚礼貸衣装）[6]
- 株式会社彩苑（葬祭業）[7]
- 株式会社渕上コミュニティ（冠婚葬祭互助会）[8]

なお1990年、渕上栄一・亀之助・禮藏の3兄弟が財団法人渕上育英会を設立したが、当時は3人ともすでにユニードを離れていたため、同法人はユニードではなく株式会社ゆう苑の関連団体として設立された。公益法人制度改革により現在は公益財団法人渕上育英会となっており、事務局を株式会社渕上ファインズ内に置き、福岡県内の大学で学ぶアジア・アフリカ諸国からの留学生に援助を行っている。
また、株式会社ゆう苑の設立時の主力事業であったきもの宝飾部門（1978年にユニードから譲受した呉服売場と、1980年に開始した宝飾品部門）については、2004年に株式会社九州さが美（後の株式会社白水）に譲渡している。

## 沿革
- 1895年（明治28年） - 初代渕上久三郎が、呉服雑貨商「渕上商店」を福岡市に創業。二代目徹郎が継承し家業を確立。
- 1947年（昭和22年） - 戦時中の企業整理を経て、再度開店。
- 1950年（昭和25年） - 株式会社渕上呉服店を設立。代表取締役に渕上栄一が就任。実弟の亀之助・禮藏も協力。
- 1953年（昭和28年） - 百貨店事業を始めるため、株式会社渕上に商号変更。
- 1958年（昭和33年） - 労働争議をきっかけに、株式会社丸栄を設立し福岡市西新に1号店（後のユニード西新店→トポス西新店→ダイエー西新店→イオン西新店）を開店。スーパーマーケットのチェーン展開を開始。
- 1963年（昭和38年） - 渕上百貨店が火災で焼失。
- 1965年（昭和40年）10月21日 - 1963年（昭和38年）に焼失した渕上百貨店跡地に、丸栄を開店[注釈 4]。
- 1967年（昭和42年） - 広島店（のちのユニード広島店）を広島市中区紙屋町2丁目に開店。
- 1970年（昭和45年）
  - 株式会社丸栄を株式会社ユニードに商号変更。
  - 堺東店を大阪府堺市に開店。これを皮切りに関西進出を開始。
- 1973年（昭和48年） - ショッピングセンター「アピロス」1号店を香椎に開店（のちのダイエー香椎駅前店）。
- 1978年（昭和53年）
  - 日付不明 - ユニード、福岡証券取引所に上場。
  - 日付不明 - ユニードの呉服売場を、新設の株式会社ゆう苑（現：渕上ファインズ）に譲渡。
- 1979年（昭和54年） - ユニード、大阪証券取引所2部(現・東京証券取引所スタンダード)に上場。
  - 10月 - スーパーマーケットと百貨店の中間業態店舗「熊本城屋」を開業。ユニードが出資したが、ユニード直営ではなく株式会社熊本城屋の運営とした。（のちに城屋ダイエーに改称後、1995年（平成7年）9月1日にダイエー熊本下通店に業態転換）
- 1981年（昭和56年）
  - 2月21日 - 熊本城屋の資本金を1億円から10億円に増資。うち5億円をダイエーが出資し、残りをユニードが出資することで、熊本城屋はユニードとダイエーの折半同額出資となった。
  - 日付不明 - フランスベッドと協力し、2か月間の外商で布団を21億円売り上げる。
  - 日付不明 - アパレル企業の株式会社都チェーンストア（現：株式会社ミヤコ）と提携（1991年に提携解消）。
  - 日付不明 - 株式会社ゆう苑に婚礼衣装部門を譲渡。
  - 9月1日 - 株式会社九州ダイエーを合併。ダイエーグループになり、この時点での商号は「株式会社ユニード」のままであったが、ロゴマークはダイエーと同じマークになった。
- 1987年（昭和62年）5月 - 代表取締役社長が、創業者の渕上栄一から、ダイエー出身の平山敞に交代。
- 1990年（平成2年） - ユニード元社長渕上栄一・副社長渕上亀之助・専務渕上禮藏の3兄弟が、財団法人渕上育英会を設立。
- 1991年（平成3年）
  - 5月 - 亀山博光が代表取締役社長に就任。
  - 9月1日 - 「株式会社ユニードダイエー」に商号変更。
- 1994年（平成6年） - 株式会社忠実屋・株式会社ダイナハと共に株式会社ダイエーに吸収合併。
- 2004年（平成16年）11月 - 「株式会社ユニードダイエー友の会」が解散。
- 2005年（平成17年）10月31日 - ダイエーにより、グルメシティ渕上店（渕上百貨店跡地のユニード本店から改称）が閉店。
- 2006年（平成18年）11月10日 - 東京建物が、グルメシティ渕上店跡地をダイエーから約50億円で購入。建物解体後、約2,800平方メートルの敷地にオフィスビルを新築して、グルメシティが入居する。
- 2009年（平成21年）3月1日 - 渕上店跡にダイエーグルメシティ博多祇園店が開業。
- 2015年（平成27年）9月1日 - ダイエーが運営するダイエー店舗24店舗をイオンストア九州へ[注釈 5]、ダイエー1店舗とグルメシティ13店舗をマックスバリュ九州へ移管、店舗ブランドを「イオン」と「マックスバリュ」および「ザ・ビッグ」へ変更。
- 2016年（平成28年）
  - 3月1日 - 本州で唯一残った旧ユニード店のダイエー富雄店をイオンリテールへ移管。3月27日迄はダイエーとして営業、2日間の臨時休業を経て3月30日にイオン富雄店に名称を変更した。
  - 5月31日 - イオン九州により、丸栄→ユニードの第1号店であるイオン西新店が老朽化のためこの日を以て閉店、58年の歴史に幕を下ろした。
- 2017年（平成29年）
  - 2月28日 - イオン九州により、丸栄→ユニード→ダイエー→イオンで営業を続けてきたイオン銅座店（旧ユニード長崎店。長崎県長崎市）が、老朽化のためこの日を以て閉店、47年間の歴史に幕を下ろした。
- 2019年（令和元年） 10月31日 - イオンリテールにより営業を続けてきた本州で唯一残っていた旧ユニード店のイオン富雄店が閉店、46年の歴史に幕を下ろした。
- 2020年（令和2年）5月31日 - イオン九州により営業を続けてきた、旧ユニード店のイオン島原店が建て替えのため閉店、47年の歴史に幕を下ろした。同店舗は建て替えを経て2022年（令和4年）3月18日に「イオン島原店」（2代目）として再開業した。

## 店舗
本節では、渕上・丸栄→ユニードが出店した店舗について記述する。ここでは1981年（昭和56年）8月31日以前に株式会社ダイエー、株式会社フクオカダイエー、株式会社九州ダイエーが開店した店舗は含まない。

### 渕上・丸栄→ユニード

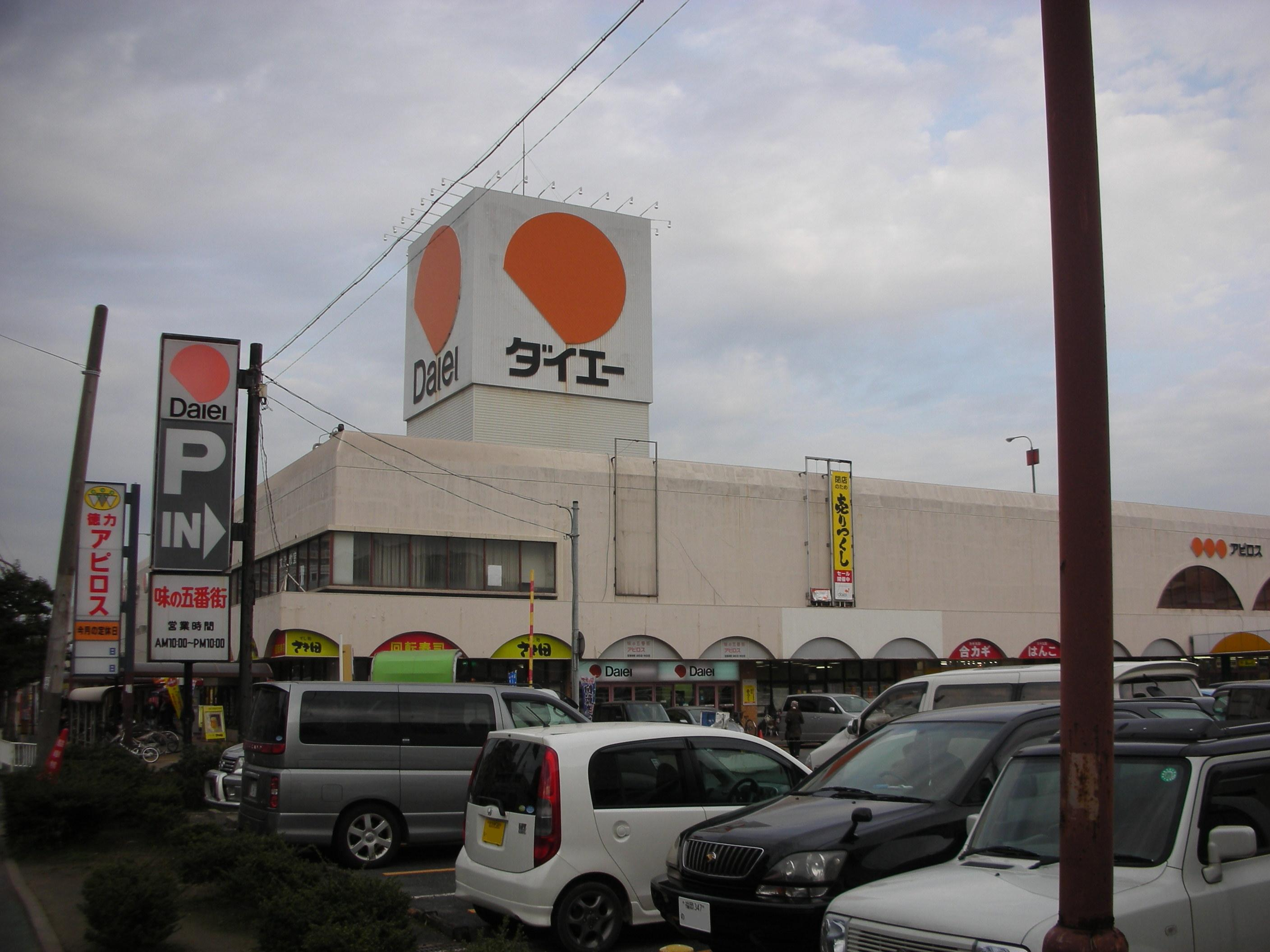
徳力アピロス（2009年閉店）閉店まで「アピロス」の名前が残った最後の店舗。建物の建替え後、2011年頃再出店予定であったが紆余曲折の末、2012年秋にサンリブが出店することとなった。

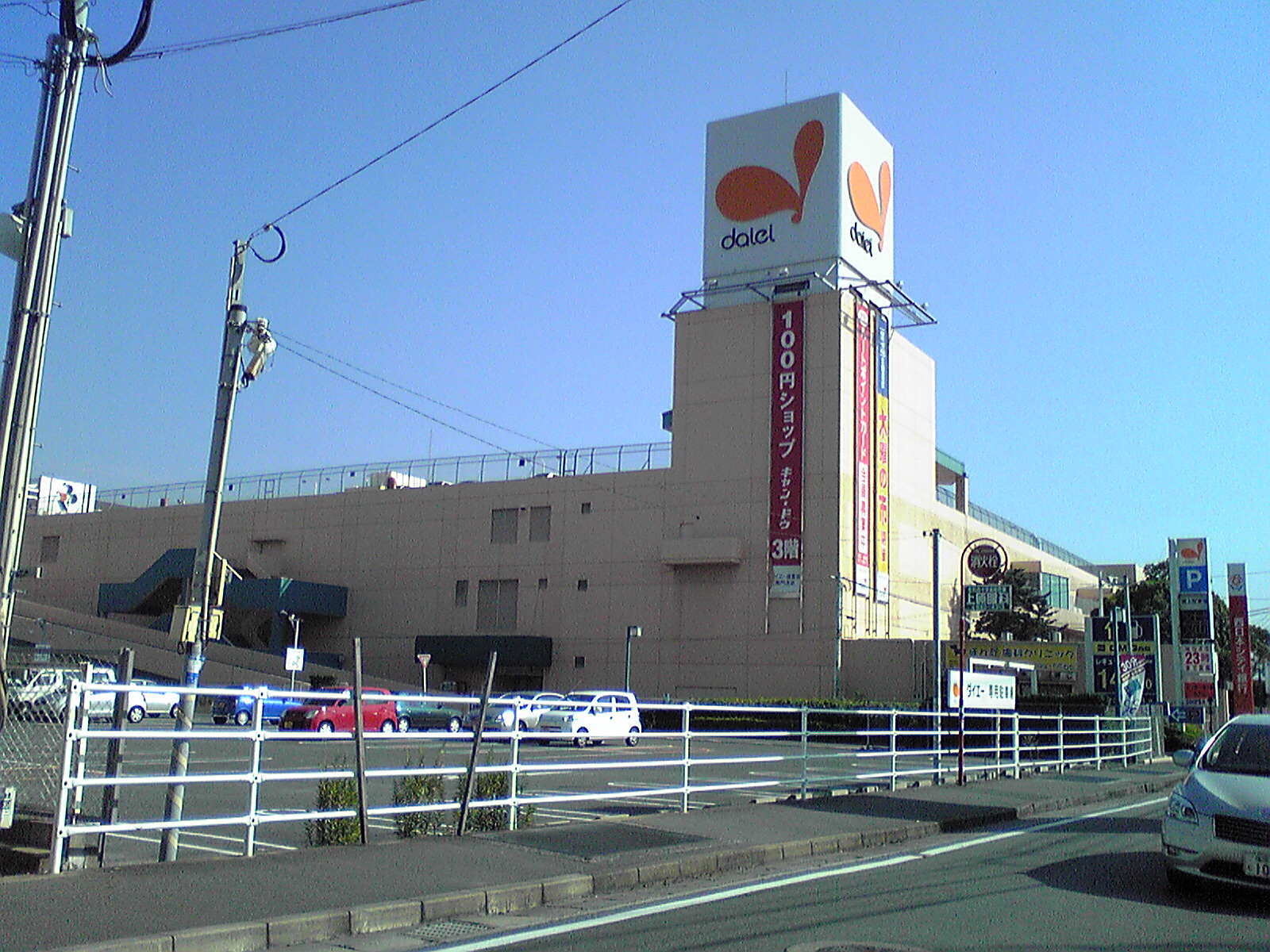
ダイエー福重店（旧福重アピロス）
2015年9月にイオン福重店へ名称を変更した。2018年9月30日閉店。

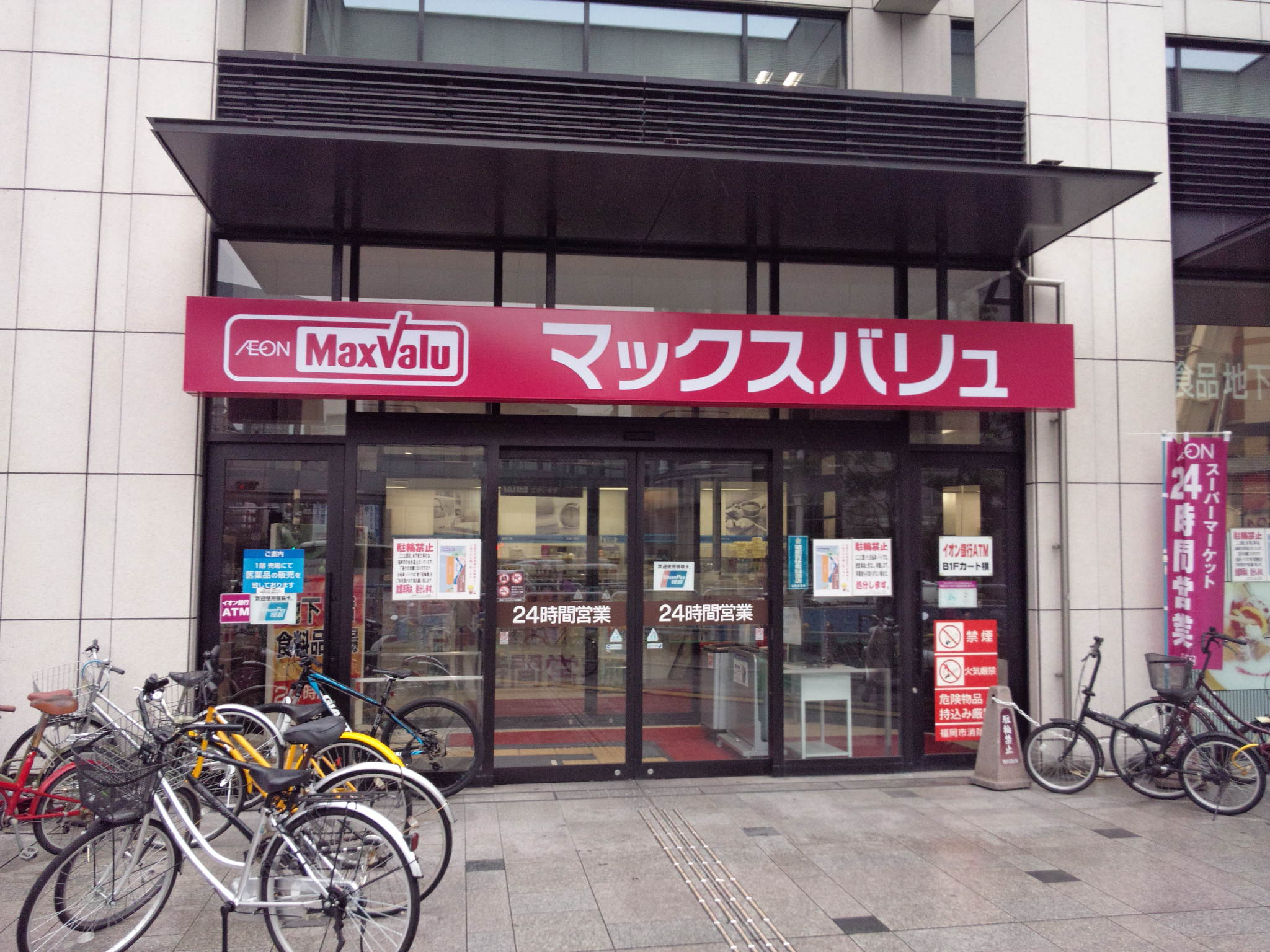
マックスバリュエクスプレス博多祇園店
（旧ユニード本店・ダイエー渕上店・ダイエーグルメシティ博多祇園店）

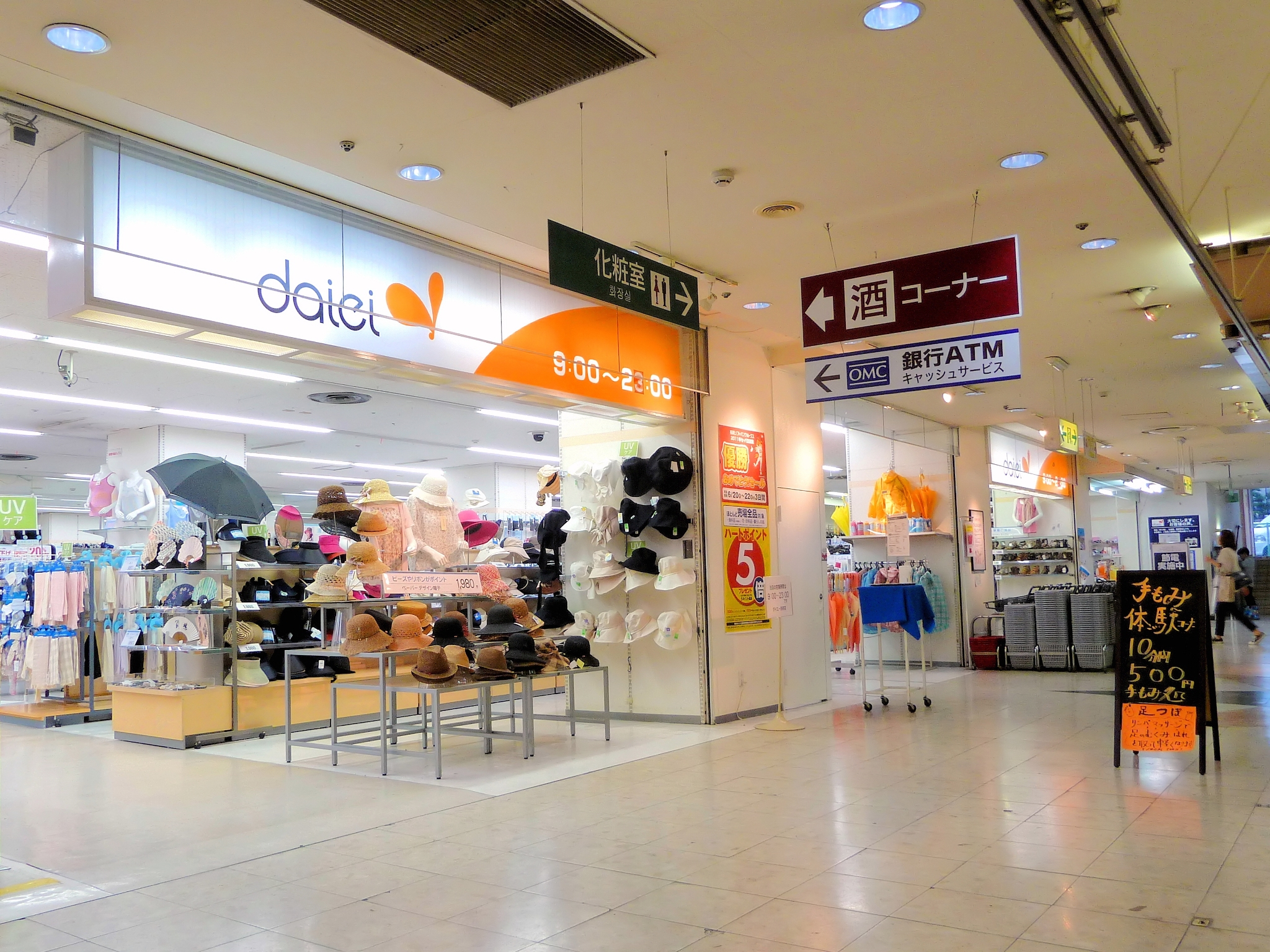
旧：ダイエー別府店。鉄道高架下という制約があるためにユニード時代からあまり改装されていない店舗であった。

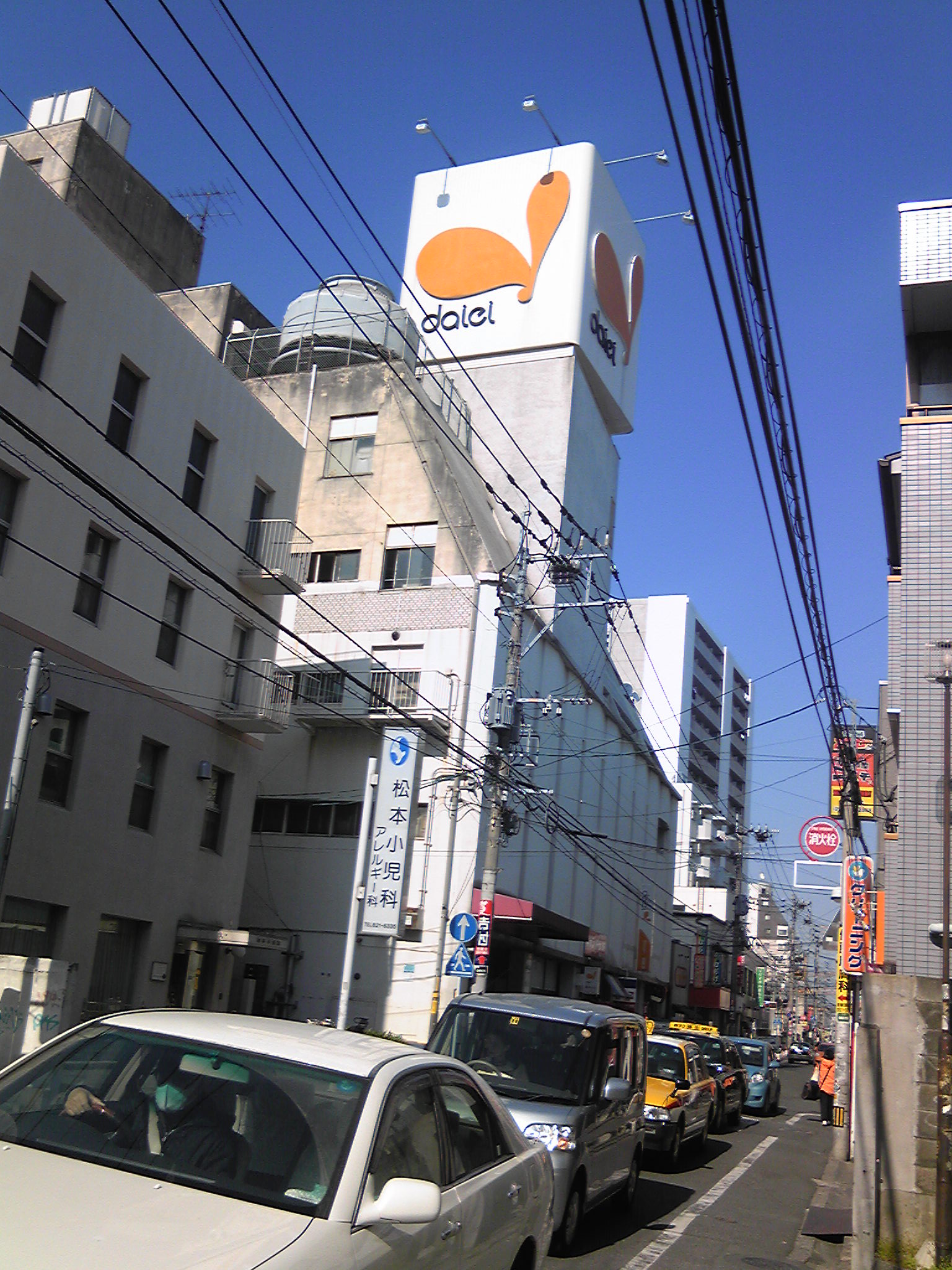
ダイエー西新店。2015年9月にイオン西新店へ名称を変更した。
イオンに転換された旧ユニード店舗の中では最古の店舗であった。2016年5月31日閉店

☆★○は、ダイエーグループに承継されたのち、ダイエーのイオングループ入りに伴い、イオングループの店舗となり現存する店舗（2022年3月現在）。ただし、ユニードおよびダイエー時代の店舗から改築された店舗は含まない。
☆は「イオン」として現存。
★は「マックスバリュ」として現存。
○は「ザ・ビッグ」として現存。
- 1895年（明治28年）：渕上商店創業（→1953年（昭和28年）から渕上百貨店。1963年（昭和38年）に火災焼失）
- 1958年（昭和33年）：西新店（スーパー丸栄の第1号店→1967年（昭和42年）改築→ユニード西新店→トポス西新店→ダイエー西新店→2015年（平成27年）にイオン西新店へ名称変更→2016年（平成28年）5月31日閉店→跡地にマックスバリュエクスプレスが出店）
- 1960年（昭和35年）：久留米店
- 1961年（昭和36年）：小倉店
- 1963年（昭和38年）：若松店
- 1964年（昭和39年）：天神店（ダイエーの天神店とは無関係、1975年（昭和50年）閉店）、熊本駅前店、黒崎店、大光百貨店（後の博多井筒屋）、箱崎店
- 1965年（昭和40年）：本店（→ダイエー渕上店→ダイエーグルメシティ渕上店→2005年（平成17年）に改築のため一時閉店→2009年（平成21年）よりダイエーグルメシティ博多祇園店→2015年（平成27年）にマックスバリュ博多祇園店へ名称変更★・渕上百貨店跡）
- 1966年（昭和41年）：大分店（1975年（昭和50年）閉店）、熊本上通店
- 1967年（昭和42年）：蓑島店、別府店（2012年（平成24年）3月31日閉店[10]）、佐賀店、広島店（中国地方に進出）
- 1968年（昭和43年）：下関店、佐世保店、八代店、岩国店（1975年（昭和50年）閉店）
- 1969年（昭和44年）：長崎店（→銅座店（2017年（平成29年）2月28日閉店）☆、ダイエー長崎店（現イオン長崎店）とは別）、岡山店
- 1970年（昭和45年）：堺東店（関西に初進出、1973年（昭和48年）閉店）、大牟田店
- 1971年（昭和46年）：八幡店（八幡丸物百貨店からのリニューアル）、鶴見橋店（大阪、1977年（昭和52年）閉店、跡地にスーパーはやしが1978年（昭和53年）出店（スーパーはやしも2023年3月に閉店））
- 1972年（昭和47年）：朝日ヶ丘店、久留米国鉄駅前店（→JR久留米駅前店）、三萩野店★、諫早店、雑餉隈店★
- 1973年（昭和48年）：富雄店（奈良、現イオン富雄店、2019年（令和元年）10月31日閉店）、島原店（現イオン島原店、2020年（令和2年）2月29日一時閉店→建て替えを経て2022年（令和4年）3月18日再開業）、香椎アピロス
- 1974年（昭和49年）：アピロス二日市店（現イオン二日市店）☆、伊万里店、宮崎店（後にアピロス宮崎店、ダイエー宮崎店（現イオン南宮崎店）とは別）、井尻店★、アピロス日向店、友泉亭店
- 1975年（昭和50年）：屋形原店
- 1976年（昭和51年）：アピロス野間店、岡南店（岡山）
- 1977年（昭和52年）：古賀店、直方店、遠賀川店
- 1978年（昭和53年）：春日店（アピロス春日）、野芥店☆（2013年12月7日GC野芥店から改称）、日田店☆、門司店、昇町店
- 1979年（昭和54年）：オオツカ筑後店、三田川店、上白水店★、湯町店、周船寺店、今宿店、野方店、アピロス東郷店、大川店、南庄店、有田店、熊本城屋（→ダイエー熊本下通店（2014年（平成26年）5月11日閉店）→COCOSA内にマックスバリュ九州（現・イオン九州）が「COCOSA B1」を出店）
- 1980年（昭和55年）：福間店、相生店、徳力アピロス（2009年（平成21年）に閉店・跡地にはサンリブが出店）、篠栗店
- 1981年（昭和56年）：鞍手店、舞松原店、荒江店、原田店、ダイコー宮田店、湯布院店★、ホームセンター麦野店（→GC麦野店→GC南福岡店★（1999年（平成11年）改称））
- 1982年（昭和57年）：基山店、三筑店○、曙店、健軍店、Fバーンズ安徳店、アピロス春日店
- 1983年（昭和58年）：小笹店、大橋店★、甘木店、Fバーンズ八女店、ショッパーズ六ッ門店、アピロス水巻店（2017年（平成29年）3月31日閉店、跡地はライフガーデン水巻）、福重アピロス（2018年（平成30年）9月30日閉店、後継テナントとしてMEGAドン・キホーテが出店）
- 1987年（昭和62年）：ダイエー下大利店（現イオン下大利店、2019年（平成31年）3月31日閉店、跡地にマックスバリュが出店）
  - 以降は「ユニード○○店」ではなく「ダイエー○○店」として開店する。

### ショッピングバザール
店舗によっては、別称として「（ユニード）○○ショッピングバザール」という店舗ブランドを用いていたところもあり、このブランドを用いていた店舗の大半は建物が2階建て以上の中・大規模店舗であった。この店舗ブランドは現存しないが、大規模小売店舗法での届出名や登記の名義が変更されないまま更新（承継）されているものも少なくなく、現在も当該自治体の公告などでこの表記を確認することができる。
☆は「イオン」として、★は「マックスバリュ」として現存する店舗。ただしユニード時代の建物から改築された店舗は対象外とする。

#### 福岡県
- 野芥ショッピングバザール（野芥店☆）[11]
- 香椎ショッピングバザール（香椎店）[11]
- 箱崎ショッピングバザール（箱崎店）[11]
- 松崎ショッピングバザール（松崎店）[11]
- 西新ショッピングバザール（ユニード西新店→トポス西新店→ダイエー西新店→イオン西新店）[12]
- ショッピングバザール西新ハウジング（西新店の住関連商品部門と思われる）[13]
- ユニード徳力ショッピングバザール（徳力アピロス・徳力店）
- 小笹ショッピングバザール（グルメシティ小笹店）[14][11]
- 井尻ショッピングバザール（井尻店)[11]
- 安徳ショッピングバザール[11]
- 雑餉隈ショッピングバザール（雑餉隈店★）[11]
- 春日ショッピングバザール[11]
- 二日市ショッピングバザール（二日市店☆）[15]
- 篠栗ショッピングバザール（篠栗店）[11]
- 水巻ショッピングバザール（水巻店）[16]
- 久留米ショッピングバザール[17]
- 久留米駅前ショッピングバザール[13]
- 東郷ショッピングバザール[11]
- 三萩野ショッピングバザール（三萩野店★）[18]
- 八幡ショッピングバザール（八幡店）[18]
- 朝日ケ丘ショッピングバザール（朝日ケ丘店）[12]
- 黒崎ショッピングバザール（黒崎店）[17]
- 小倉ショッピングバザール[13]
- 大牟田ショッピングバザール（大牟田店）[17]
- 直方ショッピングバザール（直方店）[17]
- 甘木ショッピングバザール（甘木店）[17]
- 大川ショッピングバザール[17]

#### 佐賀県
- 佐賀ショッピングバザール[17]
- 伊万里ショッピングバザール（伊万里店）[17]
- 有田ショッピングバザール（有田店）[17]

#### 長崎県
- 諫早ショッピングバザール（諫早店）[17][注釈 7]
- 長崎ショッピングバザール（銅座店）[19]
- 島原ショッピングバザール（島原店）[20]
- 佐世保ショッピングバザール（佐世保店）[17]

#### 熊本県
- 熊本駅前ショッピングバザール（熊本駅前店）[17]
- 上通りショッピングバザール[17]
- 健軍ショッピングバザール[17]
- 八代ショッピングバザール[17]
- 芦北ショッピングバザール[17]

#### 大分県
- 日田ショッピングバザール[17]
- 別府ショッピングバザール（別府店）[13]

#### 宮崎県
- 宮崎ショッピングバザール[17]
- 日向ショッピングバザール[17]

#### 本州
奈良県
- 富雄ショッピングバザール（ユニード富雄店→ダイエー富雄店→イオン富雄店）[17]

広島県
- 広島ショッピングバザール[17]

山口県
- 下関ショッピングバザール[13]

## 広告
- RKBラジオ - 一社提供のラジオ番組『（渕上）ユニードスピーディー・クイズ』→『ユニードおしゃべりタイム』のスポンサーを務めた。
- KBCラジオ - 1980年代に『朝日新聞ニュース』の金曜日のスポンサーを務めた。
- エフエム福岡 - 一社提供のラジオ番組『ユニードダイエーおや?親マタニティ』のスポンサーを務めた。
- 女優の星野知子が1979年 - 1980年頃にイメージキャラクターを務めた。

## 関連企業
- 大光百貨店
  - 3代目博多駅の駅ビル・博多ステーションビル[注釈 8]の核店舗として渕上家が渕上百貨店や丸栄とは別に立ち上げた百貨店。しかし駅前の発展が未熟だったことなどの要因から売り上げが伸び悩み、わずか4か月弱で撤退してしまった。
- 関西ユニード
  - ユニードの関西地区事業会社であったが、1991年（平成3年）10月に富雄店をダイエーに譲渡した上で、会社は1992年（平成4年）に清算された。
- ユニテック総合サービス
  - 施設管理・保険業。ユニードのダイエーへの吸収合併を前に、1992年（平成4年）9月にダイエーグループの同業社・朝日セキュリティシステムズ（現：ザイマックスビルマネジメント、ダイエーグループを離脱）と合併した。
- 株式会社ニューユーマート
  - 「ユニード」「ユニードマート」名で小型店舗を運営していた子会社。1994年9月にダイエーグループの丸衆商事株式会社と合併して「九州スーパーマーケットダイエー」となった。詳細はニューユーマートを参照。
- 株式会社デオニー
  - 家電小売業。1981年（昭和56年）にユニードの全額出資で設立し本社を北九州市に置いた。、第一産業（のちのデオデオ、現：エディオン）と事業提携した上で、同年4月にデオニー1号店を小倉に開店。1986年（昭和61年）に第一産業の子会社となる（前述のデオニー1号店は後に閉店して建物は取り壊され、跡地はしばらく有料駐車場として利用されていたが、その後に再び同地に「デオデオ小倉本店」が出店して2013年まで営業した。事実上の再出店である）。2001年7月2日に（旧）株式会社デオデオテクノネットを完全子会社化した上で2001年（平成13年）10月1日に同社を吸収合併して株式会社デオデオテクノネットに商号変更。2005年（平成17年）3月31日に株式会社デオデオに吸収合併され消滅。